# Vagenende

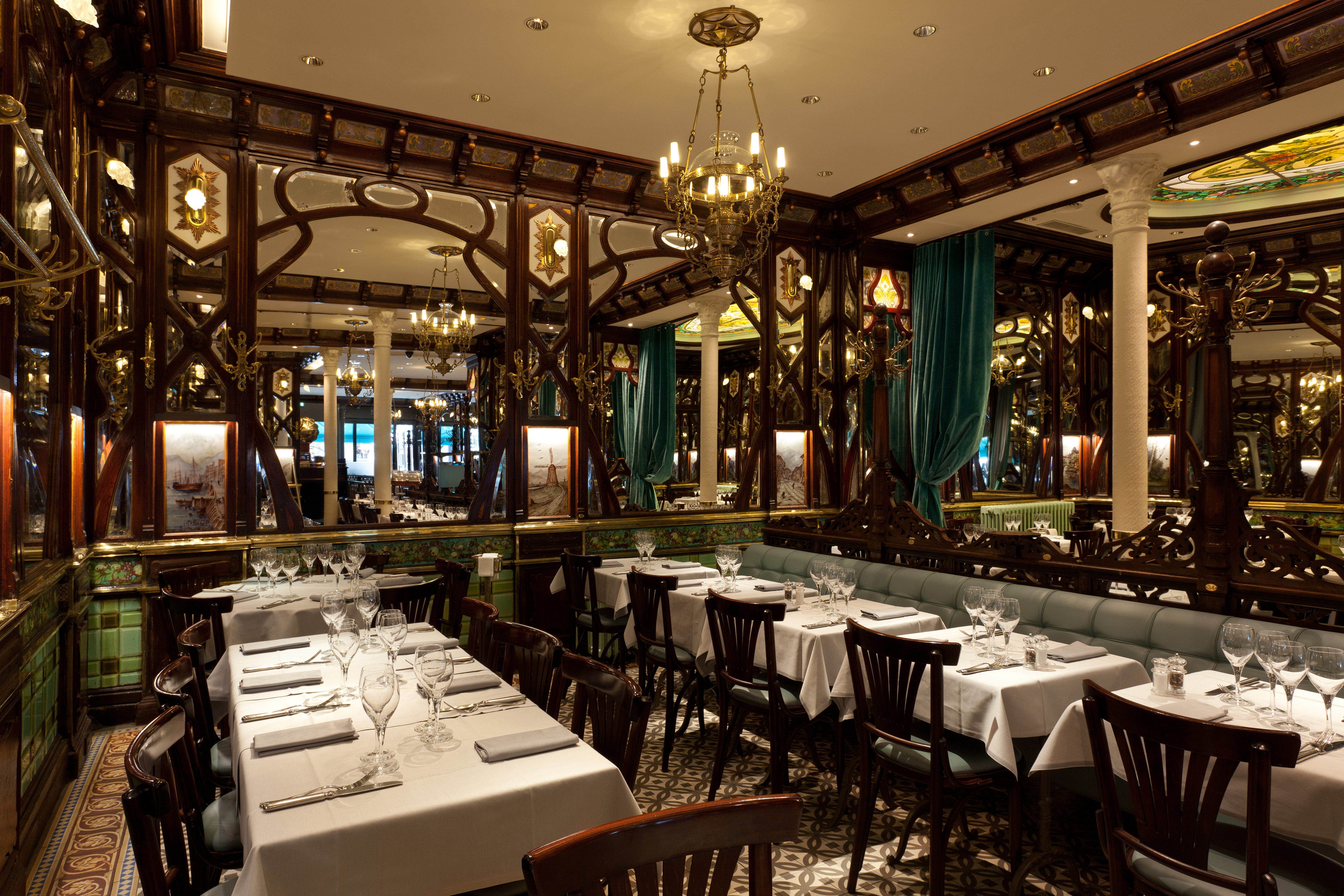
Intérieur

Vagenende ist ein Restaurant in Paris. Es wurde im Jahr 1905 an der Adresse 142, Boulevard Saint-Germain (im 6. Arrondissement) eröffnet. Vagenende ist seit 1966 ein schützenswertes Denkmal (monument historique).

## Geschichte
Vagenende wurde 1905 von Édouard Chartier eröffnet, nachdem die Famille bereits 1895 ein Restaurant in der rue du Temple, 1896 das Chez Chartier und 1906 das Bouillon Racine eröffnet hatte. Das unter dem Namen Bouillon Chartier (siehe Bouillons) eröffnete Restaurant befindet sich in sehr guter Lage in der Nähe des Quartier Latin. Die Inneneinrichtung wurde von dem Architekten Jean-Marie Bouvier entworfen.
Seitdem das Restaurant 1920 an das Ehepaar Vagenende verkauft wurde, führt es den Namen dieser Familie. Die Inneneinrichtung des Vagenende hat sich seit der Eröffnung nicht wesentlich verändert. Der Dekor im Stil des Art Nouveau ist reich verspiegelt, besteht aus mit ländlichen Szenen versehenen Kacheln des Malers G. Pivrain und golden glänzenden Garderoben aus poliertem Kupfer. Glaslüster und Holzvertäfelungen geben dem Raum eine üppige Pracht. Unter dem Kultusminister André Malraux wurde das Vagenende 1966 unter Denkmalschutz gestellt, um es vor der Zerstörung zu bewahren.